# Ulrich II. (Beilstein)
Ulrich II. (* vor 1283; † 1341) war Graf von Beilstein und Asperg. Er stammte aus der Familie der Pfalzgrafen von Tübingen.

## Familie
Ulrich II. war ein Sohn des Grafen Ulrich I. von Asperg und Gießen sowie dessen Frau Elisabeth von Veringen. Nach dem Tod seines Vaters siegelte zunächst Ulrichs Vetter Gottfried I. von Tübingen, genannt von Böblingen, auf dem Hohenasperg, mutmaßlich als Vormund Ulrichs II.
Ulrich war mit Anna Gräfin von Löwenstein verheiratet, das Paar hatte drei Söhne und eine Tochter:
- Ulrich III.
- Wilhelm
- Johannes (genannt Hans)
- Luitgard, Nonne zu Pforzheim

## Leben und Wirken
Ulrich II. tritt 1302 erstmals urkundlich in Erscheinung. Durch seine Heirat mit Anna Gräfin von Löwenstein, der Erbin von Stadt und Burg Beilstein, wurde er Graf von Beilstein und nahm auf der dortigen Burg seinen Sitz. Bereits ab 1303 verkaufte er mit Kornwestheim Teile der vom Vater geerbten Besitzungen im Glemsgau an Württemberg. 1307 bestätigt er die bereits von seinem Vater getätigte Verleihung des Lehens Aldingen an die sich in württembergischen Dienst befindlichen Burggrafen von Kaltental. 1308 verkaufte Ulrich II. schließlich Burg und Stadt Asperg sowie die Reste der Besitzungen im Glemsgau an Württemberg.
Als Graf von Beilstein tritt Ulrich erst 1336 wieder in Erscheinung. 1338 verkauft er vermutlich aufgrund seines hohen Alters Burg und Stadt Beilstein an seine Söhne Ulrich III., Wilhelm und Hans. Der Verkauf enthielt zahlreiche finanzielle Absicherungen für Ulrich II. 
Bereits 1340 verkauften Wilhelm und Hans mit Zustimmung ihres Vaters auch die Grafschaft Beilstein an Württemberg. Der älteste Sohn Ulrich III. war zu diesem Zeitpunkt mutmaßlich bereits verstorben.